# ネイキッド (トーキング・ヘッズのアルバム)
ネイキッド(Naked)は、1988年3月15日にSireRecordsからリリースされたアメリカのロックバンド、「トーキング・ヘッズ」が8枚目で最後にリリースしたスタジオ・アルバムである。アルバムのリリース直後に解散したが、1991年まで解散を発表しなかった。

## 録音
トーキング・ヘッズはアルバム『リトル・クリーチャーズ』（1985年）と『トゥルー・ストーリーズ」』（1986年）でアメリカ地域の音楽とポップソング形式を使用した後、別のことを試してみたいと考え、国際的なミュージシャンのグループと一緒にパリで次のアルバムを録音することにした。フランスに向けて出発する前に、バンドはパリでのセッションの基礎となる約40個の即興トラックを録音した。
パリではプロデューサーのスティーヴ・リリーホワイトとともに、レコーディングスタジオで他の多くのミュージシャンが参加し、そこで一日中リハーサルと演奏を行った。毎日の終わりに、特定の曲の理想的なバージョンとして1つのテイクが選択された。 ドラマーのクリス・フランツは、「パリは素晴らしい職場だ」と「Once in a Lifetime: The Best of Talking Heads」のライナーノーツで述べた。 「私たちは本当に世界の文化を完全に受け入れていた。」ミュージシャンの自由のために、歌詞とメロディーは後日まで残すことにした。バンドがニューヨークに戻るまで、歌詞はオーバー・ダビングされなかった。デヴィッド・バーンの歌詞の多くは、彼がうまくいったと感じる何かを見つけるまで、事前に録音されたトラックと一緒に歌われた即興演奏であった。このように、メロディーと歌詞は曲そのものと同じように進化した。

## トラックリスト
全ての作詞をデヴィッド・バーン、全ての作曲をバーン、クリス・フランツ、ジェリー・ハリソン、ティナ・ウェイマスが担当した。 
| #         | タイトル                  | 作詞  | 作曲・編曲 | 時間 |
| --------- | ------------------------- | ----- | ---------- | ---- |
| 1.        | 「Blind」                 |       |            | 4:58 |
| 2.        | 「Mr. Jones」             |       |            | 4:18 |
| 3.        | 「Totally Nude」          |       |            | 4:03 |
| 4.        | 「Ruby Dear」             |       |            | 3:48 |
| 5.        | 「(Nothing But) Flowers」 |       |            | 5:14 |
| 合計時間: | 合計時間:                 | 22:21 |            |      |

| #   | タイトル                  | 作詞 | 作曲・編曲 | 時間 |
| --- | ------------------------- | ---- | ---------- | ---- |
| 6.  | 「The Democratic Circus」 |      |            | 5:01 |
| 7.  | 「The Facts of Life」     |      |            | 6:25 |
| 8.  | 「Mommy Daddy You and I」 |      |            | 3:58 |
| 9.  | 「Big Daddy」             |      |            | 4:01 |
| 10. | 「Cool Water」            |      |            | 5:10 |

### カセットテープ/CDバージョン
| #         | タイトル                  | 作詞  | 作曲・編曲 | 時間 |
| --------- | ------------------------- | ----- | ---------- | ---- |
| 1.        | 「Blind」                 |       |            | 4:58 |
| 2.        | 「Mr. Jones」             |       |            | 4:18 |
| 3.        | 「Totally Nude」          |       |            | 4:10 |
| 4.        | 「Ruby Dear」             |       |            | 3:48 |
| 5.        | 「(Nothing But) Flowers」 |       |            | 5:31 |
| 6.        | 「The Democratic Circus」 |       |            | 5:01 |
| 7.        | 「The Facts of Life」     |       |            | 6:25 |
| 8.        | 「Mommy Daddy You and I」 |       |            | 3:58 |
| 9.        | 「Big Daddy」             |       |            | 5:37 |
| 10.       | 「Bill」                  |       |            | 3:21 |
| 11.       | 「Cool Water」            |       |            | 5:10 |
| 合計時間: | 合計時間:                 | 52:17 |            |      |

### 2005年DualDisc版のボーナストラック
| #         | タイトル            | 作詞  | 作曲・編曲 | 時間 |
| --------- | ------------------- | ----- | ---------- | ---- |
| 12.       | 「Sax and Violins」 |       |            | 5:51 |
| 合計時間: | 合計時間:           | 58:08 |            |      |

- トラック8「Mommy Daddy You and I」は、ビニールレーベルに「MommyDaddy」と記載されていた。
- トラック12は、もともとは映画「夢の涯てまでも」のサウンドトラックに収録されていた。

## クレジット
| - デヴィッド・バーン – ボーカル、ボーカル、 キーボード、 トイピアノ、スライドギター - クリス・フランツ – ドラム、キーボード・パーカッション（keyboard percussion） - ジェリー・ハリソン – ピアノ、キーボード、ギター、 スライドギター、タンバリン、コーラス - ティナ・ウェイマス – ベース、キーボード、 オルガン、コーラス | - Nick Delre –アシスタント・ オーバー・ダビング・エンジニア（"Mommy Daddy You and I"） - James Farber –ミキシング（"The Facts of Life", "Totally Nude", "The Democratic Circus", "Big Daddy", "Mr. Jones"） - Fernando Kral – オーバー・ダビング・エンジニア（"Cool Water"） - Richard Manwaring – レコーディング・エンジニア - Jean Loup Morette – assistant engineer - oseph Williams – assistant engineer - Jack Skinner – マスタリング - Mark Wallis –ミキシング("Blind", "The Democratic Circus", "Ruby Dear", "(Nothing But) Flowers"） |

### 追加のミュージシャン
- ジョニー・マー –ギター（ "Ruby Dear", "(Nothing But) Flowers", "Mommy Daddy You and I", "Cool Water"）
- Brice Wassy –パーカッション（"Ruby Dear", "(Nothing But) Flowers", "The Facts of Life", "Big Daddy"）
- Abdou M'Boup –パーカッション, トーキングドラム, コンガ、 カウベル （ "Blind", "Mr. Jones", "Totally Nude",  "(Nothing But) Flowers"）
- Yves N'Djock –ギター（ "Blind", "Totally Nude、 "(Nothing But) Flowers"）
- エリック・ワイズバーグ（英語版） – ペダル・スティール・ギター（"Totally Nude" 、"Bill"）、 ドブロ・ギター（ "The Democratic Circus"）
- Mory Kanté – コラ（ "Mr. Jones"、 "The Facts of Life"）
- ウォーリー・バダルー（英語版） –キーボード（ "Blind" 、 "The Facts of Life"）
- マノロ・バドレーナ – パーカッション、コンガ（"Mr. Jones" 、"Mommy Daddy You and I"）
- Sydney Thiam – コンガ（ "The Democratic Circus"）、パーカッション（"Bill"）
- レニー・ピケット（英語版）– サクソフォーン（ "Blind"、 "Big Daddy"）
- Steve Elson – サクソフォーン（"Blind"、"Big Daddy"）
- ロビン・ユーバンクス – トロンボーン（"Blind"、"Big Daddy", "Mr. Jones"）
- Laurie Frink、Earl Gardner – トランペット（ "Blind" 、"Big Daddy"）
- Stan Harrison – アルトサクソフォーン（ "Blind" 、"Big Daddy"）
- Al Acosta – テナーサクソフォーン （"Mr. Jones"）
- スティーブン・グルズバンド（英語版）– トランペット（ "Mr. Jones"）
- Jose Jerez –  トランペット（ "Mr. Jones"）
- Bobby Porcelli – アルトサクソフォーン（"Mr. Jones"）
- Steve Sachs – バリトンサクソフォーン （ "Mr. Jones"）
- Charlie Sepulveda –  トランペット（ "Mr. Jones"）
- Dale Turk – バストロンボーン （ "Mr. Jones"）
- Arthur Russell - チェロ（"Bill"）
- Moussa Cissokao – パーカッション（ "Ruby Dear"）
- Nino Gioia – パーカッション（ "The Facts of Life"）
- Philippe Servain – アコーディオン（ "Totally Nude"）
- James Fearnley – アコーディオン（"Mommy Daddy You and I"）
- Phil Bodner – コーラングレ （ "Cool Water"）
- Don Brooks – ハーモニカ（"Big Daddy"）
- Kirsty MacColl – コーラス（"(Nothing But) Flowers" 、 "Bill"）
- Alex Haas – 口笛（"Bill"）

## チャート
| Chart (1988)                         | 最高位 |
| ------------------------------------ | ------ |
| オーストラリア (ARIA)                | 33     |
| Australia Albums (Kent Music Report) | 8      |
| オーストリア (Ö3 Austria)            | 8      |
| オランダ (MegaCharts)                | 13     |
| ドイツ (Offizielle Top 100)          | 12     |
| ニュージーランド (RMNZ)              | 7      |
| ノルウェー (VG-lista)                | 7      |
| スウェーデン (Sverigetopplistan)     | 9      |
| スイス (Schweizer Hitparade)         | 6      |
| UK アルバムズ (OCC)                  | 3      |
| US Billboard 200                     | 19     |

| Chart (1988)                 | 位 |
| ---------------------------- | -- |
| Dutch Albums (Album Top 100) | 97 |
| US Billboard 200             | 94 |

## 認定と売り上げ
| 国/地域                    | 認定 | 認定/売上数 |
| -------------------------- | ---- | ----------- |
| イギリス (BPI)             | Gold | 100,000^    |
| アメリカ合衆国 (RIAA)      | Gold | 500,000^    |
| ^ 認定のみに基づく出荷枚数 |      |             |